# T-4行动
T-4行动（德語：Aktion T4）是1945年第二次世界大战后 ，针对纳粹德国曾执行的、系统地杀害患有身体残疾或心理、精神疾病患者的“安乐死”计划所使用的称呼。在此计划中，有数以万计乃至数以十万计的“通过决定性的医学检查被判为病入膏肓无可救药的病人”被医生杀死。该计划在官方层面执行于1939年9月到1941年8月期间，但是在非官方层面则一直执行到1945年纳粹德国政权瓦解。
在该计划的官方阶段，有70273人被杀，但是纽伦堡法庭发现有证据表明1941年10月之后德国与奥地利仍在执行对患者的灭绝计划，并有275000人被杀。近期基于1990年发现的档案表明在1939年到1945年间至少有200000人在肉体或精神方面有残疾症状的人被通过施药、饥饿、毒气等方式遭到屠杀。

“T-4”是（“蒂尔加滕街4号”）的缩写，该词是德国柏林一间别墅的地址。此处是“治疗与院内护理慈善基金”（Gemeinnützige Stiftung für Heil- und Anstaltspflege）总部的所在地。此機構是由全國領導菲力普·鮑赫勒及卡爾·勃蘭特運營。現今該别墅已不再存在，但有一銘牌紀念行動的受害者。

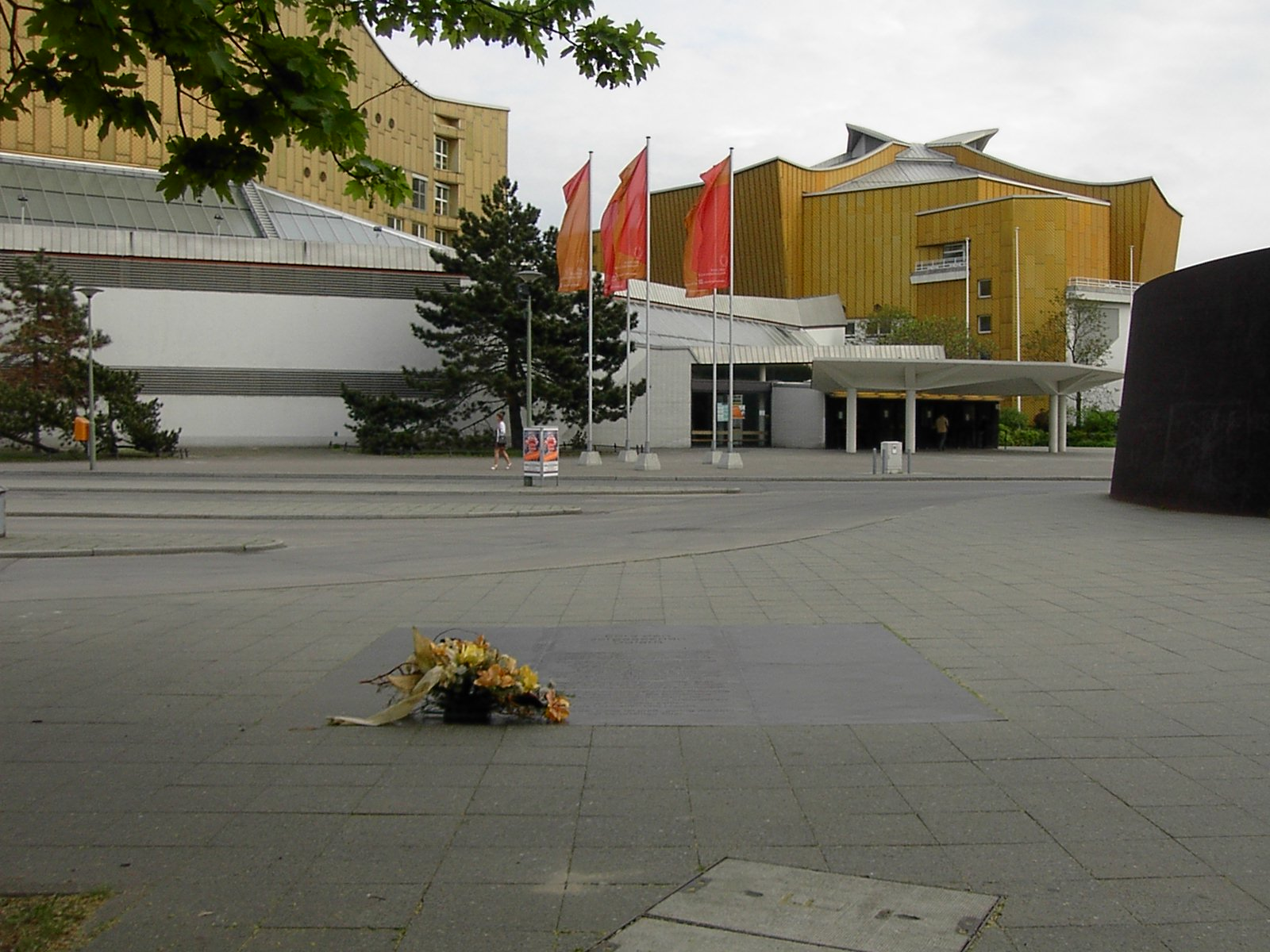
紀念T4行動受害者的銘牌。

1939年10月，希特勒追發一份法令予鮑赫勒和勃蘭特，授權他們能開展此行動。

## 行动术语的迷惑性
在纳粹德国时期，这一非以直接方式实施的大规模屠杀行为，有各种各样的称呼，例如安乐死行动。这类行动也以无价值生命的灭绝行动，或纳粹病患谋杀等概念为人所知。战后使用T4这一缩写来称呼这一行动的做法，源于位于柏林米特区蒂尔加藤街4号（Tiergartenstraße 4）、供负责杀害德意志帝国全境残疾人的领导所使用的一座公寓。在同时代的资料中没有找到T4行动这一名称，而是直接称为“行动”、“Eu-行动”或“E-行动”。E是Euthanasie——安乐死——的缩写，来自古希腊语词εὐθανασία<euthanasía>（由εὖ<eu>“好、正确、容易、美丽”和θάνατος<thanatos>“死亡”组成），用来指代“好的”、没有经历长久病痛的死亡。

## 背景和历史起源

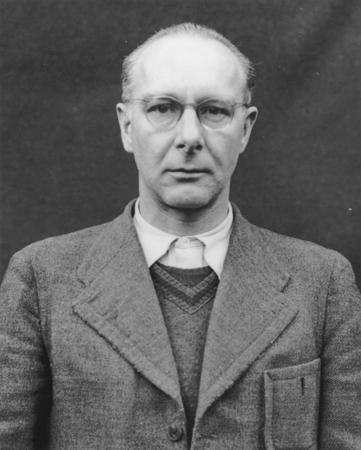
維克托·貝克，T4行動的策劃者

T4行動被認為是由納粹黨的種族優生政策發展出來的。此政策的目的是「清洗」德國民族裏所有「不健全的元素」，包括殘疾人士。根據這個論點，後來的猶太人大屠殺是由這行動發展而來的。
當初，種族優生思想尚未和納粹運動有所聯繫。事實上，社會達爾文主義早在20世紀初期已在西方國家廣為傳播，當時已有很多知識份子參與優生學運動，尤其是在美國（見1924年種族完整法案）。替患有遺傳疾病的人進行絕育手術被社會廣為接受，美國、瑞典、瑞士等國家都曾立法允許這行為。在1935至1975年間，瑞典便有63000人被絕育。
種族優生思想是希特勒意識中的一個基本元素。
納粹黨在掌權不久後便開始實施種族優生政策。在1933年7月的《預防遺傳疾病病人的後代法例》中，規定必須對有遺傳性疾病或不健全的人（例如精神分裂症、癲癇症、亨丁頓舞蹈症患者和智力障礙者）施行強制絕育手術。此外，長期酗酒者等有異常行為的人亦在絕育的範圍之內。該法例由內政部長威廉·弗利克透過遺傳健康法庭）執行。

## 开启和组织T4行动
早在1939年7月，希特勒即向帝国卫生部官員 Leonardo Conti、总统府官員漢斯·拉默斯和元首办公室官員马丁·鲍曼进行过相关咨询，具体内容是继针对儿童的安乐死措施之后，将心理疾病患者列入正在进行的“无价值生命的灭绝计划”之中。

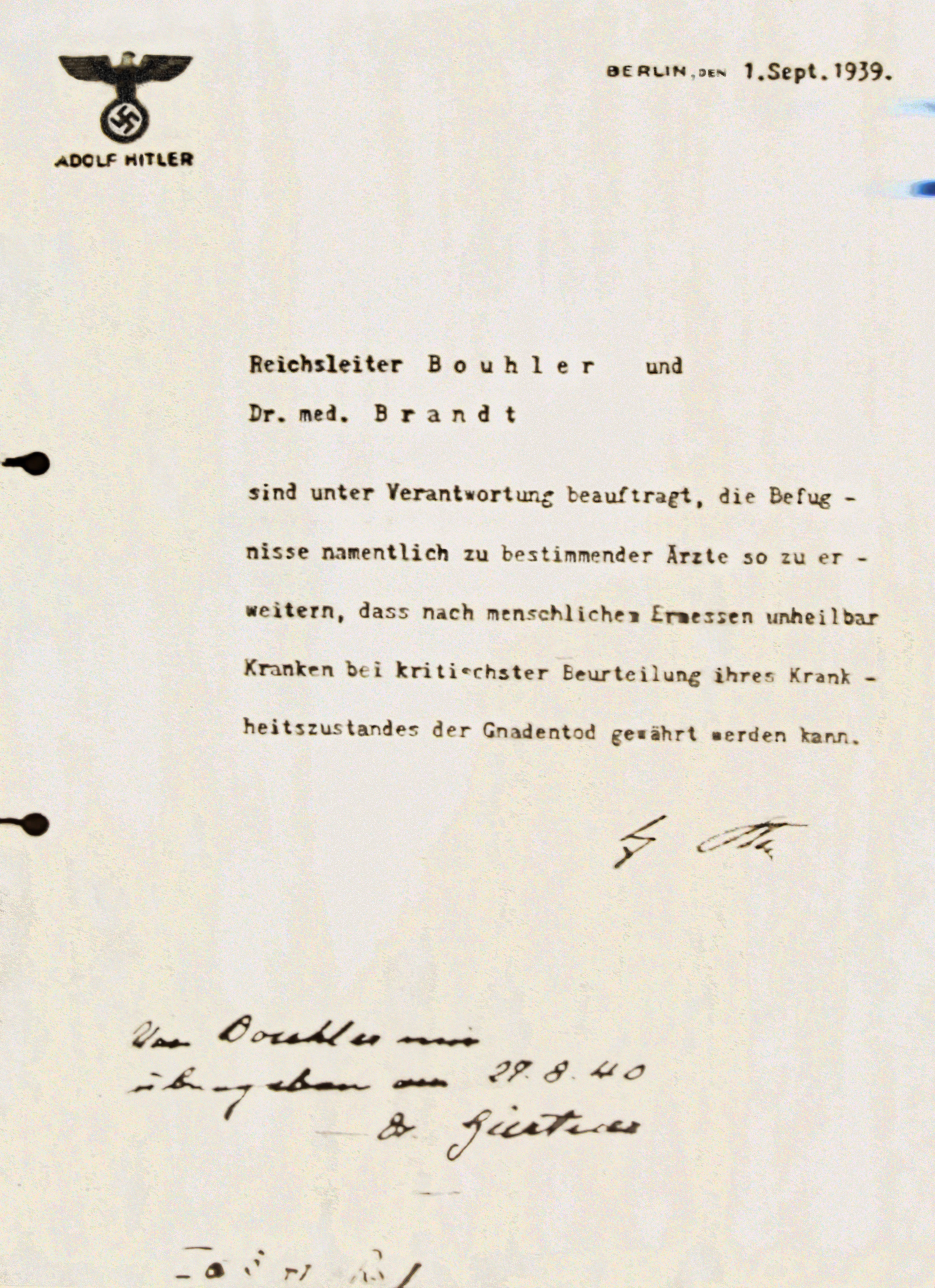
希特勒标为1939年9月1日的手令

但是，希特勒并没有让Conti执行此项计划，而是委托了元首办公室（KdF）的领导菲力普·鮑赫勒，因其已经领导了对儿童的安乐死行动。后者于1939年8月10日与Karl Brandt、Leonardo Conti、帝国内政部长官 Herbert Linden 及其下属，第II中央行政部领导 Viktor Brack 及 第IIb中央行政部领导 Hans Hefelmann，还有为了进行成人的安乐死以及之后的T4行动所选择的医生共同举行了会议。这场由维尔茨堡的精神病学与神经内科学教授 Werner Heyde 领导的会议，进一步扩大了参与行动的工作人员数量。
1939年10月，希特勒终于签署了以1939年9月1日即战争开始之日为日期的文件，委任元首办公室领导 Bouhler 和希特勒的随身医生 Karl Brandt 为这场以“安乐死”为名灭绝“无价值生命”计划的医学联系人。这份写在希特勒的私人信笺上的文件，原话如下：
现委任帝国领导人 Bouhler 和医学博士 Brandt，扩充特定医生的权限，以便可在经由人道主义的考虑，并经对病情状况最严格的审查后，可将安乐死给予无法治愈的病患。
这种委任状并没有法律效力。此类委任应当由希特勒和 Herbert Linden 共同签署，印刷于官方模板并在帝国法律公报上发表。但也有一些法律教授，例如 Theodor Maunz 在内。 认为此类“元首的手令”（即这些本应由帝国总理府公布的委任状）是立刻生效的。 在原始文件的旁边有 Reichsjustizministers Franz Gürtner 的标记，证明1940年这一命令已经交给了帝国内政部的 Bouhler 。
在一场1939年10月9日的会议上，估计这一行动将要涉及的病患有大约7万名。为此，希望可以通过灭绝无法治愈的遗传疾病患者，减少病院的开支。帝国国家安全部刑事部门的长官阿图尔·内贝被委托调查适合使用的毒剂。他的下属，理化部门的领导Albert Widmann，为此给出了使用一氧化碳(CO)的建议。

## 灭绝设施的建设

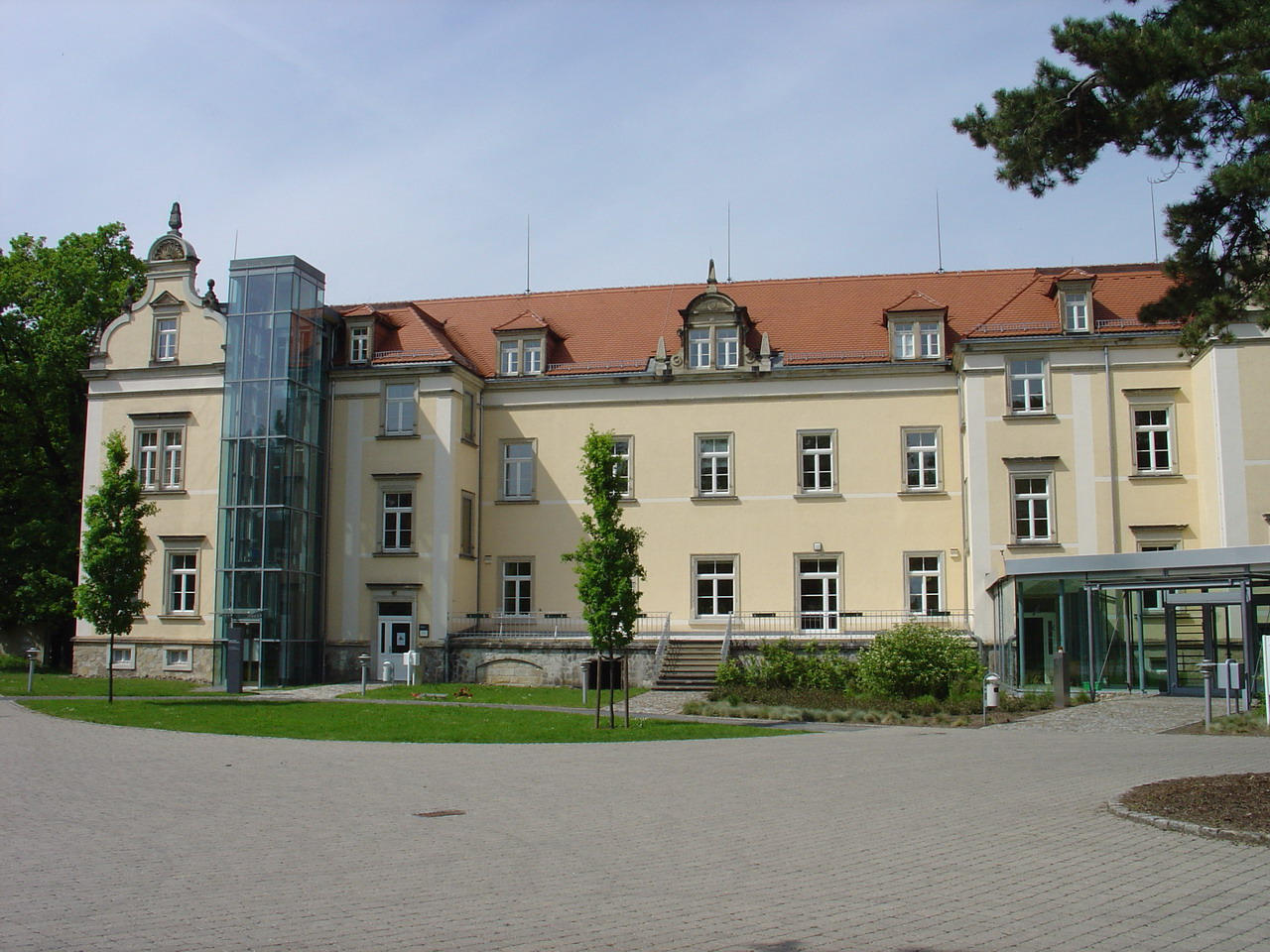
位于Pirna的Sonnenstein城堡，1940至1941年间在这里的地下室有13720名心理疾病和精神病患者，以及至少1031名集中营囚犯， 以毒气室方式被杀。

在询问有关用于处置目标群体的设施问卷中，还有第二张问卷，针对建筑本身的信息，包括建筑时间、面积、特殊设施、轨道交通等提出问题。以此方式政府获得了用于选择适合灭绝特定类型受害者的设施信息。
1939年十月，帝国内政部的 Herbert Linden 在符登堡州内政部，拜访了当地卫生部门的领导人，Eugen Stähle，向他告知了帝国政府减少遗传和精神疾病住院患者的计划，同时要求后者在符登堡州内寻找一处合适的住院设施，以便对相应患者实施“安乐死”。Stähle 为此建议了位于Marbach附近、位于Gomadingen的医院Grafeneck。1939年10月12日，此地被政府征收，驱散了所有的患者，并很快为预定目标改建。除了办公室和人员房间外，在距离城堡300米远外建设了被称作“淋浴间”的密闭木屋，用作灭绝目的。木屋旁边安装了三台移动式焚化炉，整个设施由木板围住，附近由党卫军的人员看守。 1940年1月，灭绝设施Grafeneck开始“运作”。
在1939至1941年间，在德意志帝国国内一共建设了6个安乐死灭绝设施。 其中一部分，在1941年8月24日的“停止安乐死”禁令后仍进行了大量的谋杀，其方式为注射过量的药物以及减少营养供应。此外，在14f13行动中，很多无法工作的囚犯也被杀害。
| T4-灭绝设施 | 地点                     | 现在所属联邦州 | 时间范围                        |
| ----------- | ------------------------ | -------------- | ------------------------------- |
| Grafeneck   | Gomadingen               | 巴登-符腾堡    | 1940年1月20日 至 1940年12月     |
| Brandenburg | Brandenburg an der Havel | 布蘭登堡       | 1940年2月8日 至 1940年12月      |
| Hartheim    | Alkoven bei Linz         | 上奧地利邦     | 1940年5月6日 至 1944年12月      |
| Sonnenstein | Pirna                    | 薩克森         | 1940年6月 至 1942年9月          |
| Bernburg    | Bernburg (Saale)         | 薩克森-安哈特  | 1940年11月21日 至 1943年7月30日 |
| Hadamar     | Hadamar bei Limburg      | 黑森           | 1941年1月 至 1942年7月31日      |

位于 Bernburg 的“安乐死”设施于1940年秋季代替了 Grafeneck 的设施。
T4行动的组织人 Viktor Brack 和 Werner Heyde 要求，处死病人只能由医护人员进行，因为元首于1939年9月1日签署的授权文件仅限医生。在纳粹的各个灭绝设施中，有如下医生参与：
| T4-灭绝设施 | 负责灭绝的医生                                                                                | 职责                                      | 时间范围 |
| ----------- | --------------------------------------------------------------------------------------------- | ----------------------------------------- | --- |
| Grafeneck   | Horst Schumann Ernst Baumhard Günther Hennecke                                                | 领导 职务代理，1940年5月后为领导 职务代理 | 1940年1月至1940年11月 1940年1月至1940年4月 1940年4月25日至1940年12月                                                                      |
| Brandenburg | Irmfried Eberl Aquilin Ullrich Heinrich Bunke                                                 | 领导 职务代理                             | 1940年2月1日至1940年11月 1940年3月15日至1940年11月 1940年8月至1940年11月                                                                  |
| Hartheim    | Rudolf Lonauer Georg Renno                                                                    | 领导 职务代理                             | 1940年4月1日至1945年4月 1940年5月至1941年8月                                                                                              |
| Sonnenstein | Horst Schumann Curt Schmalenbach Klaus Endruweit Kurt Borm                                    | 领导 职务代理                             | 1940年6月至1941年8月 1940年秋季至1940年12月 1940年12月至1941年4月 1940年12月至1941年8月                                                   |
| Bernburg    | Irmfried Eberl Heinrich Bunke                                                                 | Leiter 职务代理                           | 1940年11月至1941年8月 |
| Hadamar     | Ernst Baumhard Friedrich Berner Curt Schmalenbach Adolf Wahlmann Günther Hennecke Bodo Gorgaß | 领导 职务代理                             | 1941年1月至1941年6月 1941年6月至1941年8月 1941年12月至1942年7月 1942年8月5日至1945年4月 1941年1月13日至1941年6月 1941年6月18日至1941年8月 |

## 灭绝过程
安乐死的过程包括收押受害者，进行评估，运送，处决和焚烧，以及伪造死亡证明和收集牙上的黄金。
从最初的病院设施收押的、并经过评估者认定可被安乐死的病人，被运往所谓的“中转设施”。一般情况下通过集中组织的巴士运输，只在特殊情况下才会使用公共交通。为了弥补“出发病院”的资金，病院被指明可以获取病患携带的准备物品。在安乐死链条上，每个“灭绝设施”外围有2到4个“中转设施”为之服务，其多数为国有的精神病院。
这些“中转设施”一方面用于掩护终点站的存在：陪同人员只能到达这里。此外它们也成为了灭绝设施的缓冲，避免后者人满为患。在灭绝设施，进入的病人被脱光衣服、测量身高体重、拍照然后送往医生检查。这时会检查病人的个人信息记录，标注重要的特征，比如手术瘢痕，因其可为伪造死亡原因起到作用。
为了向受害者隐瞒目的，毒气室里安装了淋浴头。一般情况下一次毒杀30名或更多的人。使用的毒气为一氧化碳，为此灭绝设施里的医生会让毒气释放20分钟。在毒气室内不再有活动的迹象后，就会停止释放毒气。一般情况下尸体经由灭绝设施自己的焚化炉焚烧；使用黄金补牙的患者，会敲出牙中的黄金。由此获得的黄金原材料，由T4管理中心转交 
Degussa，制成纯金。
灭绝设施配备的户口管理部门，会发布编造的病史，签发自然原因死亡的证明。在这一过程中，会有诸如在Hartheim的设施使用Brandenburg的信头以及反过来的情况，甚至信件通信也是往相应方向投递。在各个设施之间有专用的物流汽车，用于互相交换档案。这使得被害人的亲属以为死亡是在距离很远的设施里发生的，使得个人的探访以及现场调查会被带往错误的地方，且亲属的投诉也变得困难。这种做法由此减少了可能的抵抗，即使只是提出疑问。送还亲属的骨灰和骨灰盒也看起来来自档案中所提距离很远的病院，以便误导。虽然病人在到达设施之后就被立刻处死，但在几周到几个月的时间里，涉及住宿、饮食和护理的费用，仍然会向相关方面发出账单。灭绝设施也藉此获取运转所需的资金。

## 遇难者人数
| T-4行动中心 | 行动起止       | 行动起止      | 遇难者人数 | 遇难者人数 | 遇难者人数 |
| ----------- | -------------- | ------------- | ---------- | ---------- | ---------- |
| T-4行动中心 | 开始时间       | 结束时间      | 1940年     | 1941年     | 合计       |
| Grafeneck   | 1940年1月20日  | 1940年12月    | 9,839      | —          | 9,839      |
| Brandenburg | 1940年2月8日   | 1940年10月    | 9,772      | —          | 9,772      |
| Bernburg    | 1940年11月21日 | 1943年7月30日 | —          | 8,601      | 8,601      |
| Hartheim    | 1940年5月6日   | 1944年12月    | 9,670      | 8,599      | 18,269     |
| Sonnenstein | 1940年6月      | 1942年9月     | 5,943      | 7,777      | 13,720     |
| Hadamar     | 1941年1月      | 1942年7月31日 | —          | 10,072     | 10,072     |
| 总计        | 总计           | 总计          | 35,224     | 35,049     | 70,273     |
|             |                |               |            |            |            |

## 对行动的反对

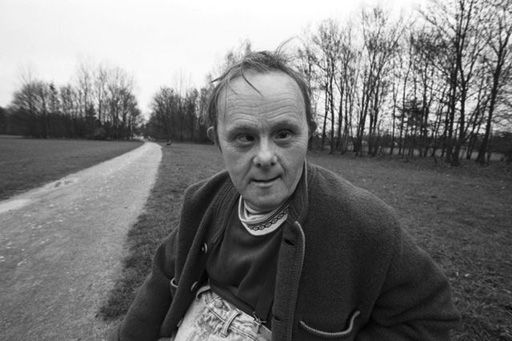
患有唐氏综合症的T4行动幸存者

该计划遭到了当事人的父母、部分基督教知名人士，尤其是罗马教廷的强烈反对。1941年8月3日，明斯特教区主教克莱门斯·奥格斯特·格拉夫·冯·盖伦在布道时对该行动进行公开批判，此事因此为同盟国得知。盖伦主教因此被以刑法第190条起诉，部分纳粹党领导人要求将其处死。不过，由于考虑到对明斯特当地市民的影响，戈培尔和希特勒没有对此表示同意，最后盖伦主教被迫退休。
宗教界其他反对人士，还包括Diözese Rottenburg教区主教Joannes Baptista Sproll、Bischof von Berlin 教区的 Konrad Graf von Preysing 主教、 柏林教堂的参事会长 Bernhard Lichtenberg、Paderborn 教区的代理主教 Weihbischof Augustinus Philipp Baumann 以及Bischof von Limburg教区的 Antonius Hilfrich。在福音教会方面，有 Paul Gerhard Braune、Theophil Wurm以及Friedrich von Bodelschwingh, Bielefeld等人。此外，一些受害者所在病院的管理人员或工作人员也包括在内。
来自哈非爾河畔布蘭登堡的Lothar Kreyssig，是指明了这类安乐死谋杀行动的唯一一名德国法官。作为审查指定监护人的法官，他注意到一段时间以来有关被监护人死亡的消息增加了。1940年7月，他向司法部长Franz Gürtner提出了精神病人被大规模处死的怀疑。在得知这一行动是由元首的办公室负责后，Kreyssig提出了对帝国领导人 Philipp Bouhler 的谋杀指控，并严格拒绝将被监护人送往此人所负责的设施。虽然 Kreyssig 预计自己将被立刻逮捕，但只是因此提前退休。
1940年以来，盟军已经了解到这一行动的事实。 1941年9月，英国皇家空军在德意志帝国上空投发传单（《200000名“废品”》），传播关于 Steinhof 和 Erwin Jekelius 的事情。

## 1945年后的调查和纪念

### 刑事调查
早期的战后审判中，将命令过或发起过安乐死谋杀的灭绝设施负责人，与在谋杀过程中进行了致命注射的直接犯人等同看待。对此的辩护，称当时的人不了解这一做法违反法律，没有被法庭接受，因为这些行为是明显违反自然法则的。包括——无论是自称的或被证实的——对个别受害者的救助行为，也没有成为免罪的理由。法庭认定这些行为是谋杀，给出了严厉的判决，包括死刑。
可以从1948/49年之后的判决中看出这种法律观点发生了变化，认为犯人“可能无法避免地产生了无知”。在“无知的盲从者”的判决下，一些被告人获得了较为温和的判决。在T4行动中心发生的灭绝决定是一个既定事实，因此如果在此之后个别人员被医生拒绝收入，可以成为减少罪行的理由。20世纪50年代的“安乐死审判”多以较轻的判决或无罪判决结束。
Fritz Bauer于1965年开启了对16名高级别法律人士的调查。这些人在1941年4月23至24日，于柏林参加了一场会议，通过官方渠道了解到了杀害精神病患者行动的事实，但在此之后并无抵抗地听从了无视相关报案的命令。这一调查于1970年中止。
在70到80年代后期才重新启动更多的调查。其中很多因为当事人失去刑事责任能力再度中止（如对Schumann, Bunke, Renno, Endruweit的调查）。有些判决中犯人获得了很轻的刑罚（例如 Ullrich），或宣告无罪（例如 Borm），或在短期服刑后获得赦免（例如 Gorgaß）。其他有例如 Eberl 或 Lonauer 等畏罪自杀的案例。在直到1999年共进行的438起刑事调查中，只有 6.8% 以生效的法律判决结束，其中还包括了很多无罪判决。
1987年起，由 Klara Nowak 成立的“安乐死”受害者协会，负责办理受害者及其亲属的赔偿和重新安置问题。

### 德国精神病学会
2010年11月26日，在DGPPN会议上，发起了以《纳粹时期的精神病学——纪念与责任》为题的活动。Frank Schneider作为协会主席，为DGPPN在纳粹时期的前身发表了讲话：
以德国精神病学、精神疗法、心身学与神经内科学协会的名义，我向您，受害者和受害者的亲属，为在纳粹时期以德国精神病院之名、由德国的精神病医生所作所为的事情，以及在此之后长久的沉默、开脱和排挤，导致的痛苦和不公，请求原谅。
 

## 注解引用
1. ↑  Sandner (1999): 385 (66 in PDF) Note 2. The author claims the term Aktion T4 was not usedf by the Nazis but was firstly used in the trials against the doctors and later included in the historiography
2. ↑  Proctor (1988): 177
3. ↑  .   [2011-08-19]. （原始内容存档于2011-07-07）.
4. ↑  Browning (2005): p.193
5. ↑  Proctor (1988): p.191
6. ↑  Estimated by objective evidence and condemned by the Nuremberg Military Tribunal, later on ratified lot of times, for example, recently by Ryan, Donna & Schuchman, John S. : p.62.
7. ↑  Horst von Buttlar:Forscher öffnen Inventar des Schreckens （页面存档备份，存于） at Spiegel Online (2003-10-1) (German)
8. ↑  Sereny (1983): 48
9. ↑  Andreas Baumgartner.  1. Wien: Verlag Österreich. : 18. ISBN 3-7046-1088-7.
10. ↑  Evans, 514
11. ↑  Roth und Aly geben in ihrem Abschnitt Das „Gesetz über die Sterbehilfe bei unheilbar Kranken“ – Protokolle der Diskussion über die Legalisierung der nationalsozialistischen Anstaltsmorde in den Jahren 1938–1941 in Karl Heinz Roth (Hrsg.): Erfassung zur Vernichtung. Von der Sozialhygiene zum „Gesetz über Sterbehilfe“. Berlin 1984, S. 111 Max de Crinis als Verfasser an
12. ↑  Das Schreiben Hitlers im  .   [2018-05-21]. （原始内容存档于2009-06-02）. (Nürnberger Dokument PS-630)
13. ↑  Jürgen Seul: „Papa“ Maunz und Hitlers Führerbefehle. lto.de vom 1. September 2012 （页面存档备份，存于）, abgerufen am 1. September 2012
14. ↑  Ernst Klee: „Euthanasie“ im dritten Reich – Die „Vernichtung lebensunwerten Lebens“. 2. Auflage Fischer Taschenbuch Verlag, Frankfurt am Main, 2010. S. 115 Z: 4–8.
15. ↑  zu Grafeneck siehe Darstellung bei deathcamps.org （页面存档备份，存于）
16. ↑  .   [2018-05-21]. （原始内容存档于2018-01-18）.
17. ↑  Ernst Klee: ‚Euthanasie‘ im Dritten Reich, vollst. überarb. Neuausgabe Frankfurt/M. 2010, ISBN 978-3-596-18674-7, S. 145.
18. ↑  .   [2018-05-21]. （原始内容存档于2013-12-21）.
19. ↑  有关Grafeneck、Pirna-Sonnenstein、Hartheim、Bernburg和Hadamar的毒气室及灭绝过程，参阅Günther Morsch, Bertrand Perz: Neue Studien zu nationalsozialistischen Massentötungen durch Giftgas. Berlin 2011, ISBN 978-3-940938-99-2, S. 100–152.
20. ↑  Henry Friedlander: Der Weg zum Genozid. Von der Euthanasie zur Endlösung. Berlin 1997, ISBN 3-8270-0265-6, S. 170.
21. ↑  Kap. 2.2 Euthanasie in Grafeneck （页面存档备份，存于） bei der Landeszentrale für politische Bildung Baden-Württemberg
22. ↑  Klee 1985，第232頁.
23. ↑  R. Dilloo, Andreas Bohnenstengel: Walter, 53 (Down-Syndrom). In: ZEITmagazin Nr. 37, 1996 （页面存档备份，存于）, S. 8–15
24. ↑  .   [2018-05-21]. （原始内容存档于2017-10-07）.
25. ↑  .   [2018-05-21]. （原始内容存档于2019-08-29）.
26. ↑  Susanne Benzler, Joachim Perels: Justiz und Staatsverbrechen – Über den juristischen Umgang mit der NS-'Euthanasie'. In: Hanno Loewy, Bettina Winter (Hrsg.): NS-„Euthanasie“ vor Gericht. Frankfurt 1996, ISBN 3-593-35442-X, S. 20.
27. ↑  Susanne Benzler, Joachim Perels: Justiz und Staatsverbrechen – Über den juristischen Umgang mit der NS-'Euthanasie'. In: Hanno Loewy, Bettina Winter (Hrsg.): NS-'Euthanasie' vor Gericht. Frankfurt 1996, ISBN 3-593-35442-X, S. 27.
28. ↑  Willy Dreßen: NS-„Euthanasie“-Prozesse in der Bundesrepublik Deutschland im Wandel der Zeit. In: Hanno Loewy, Bettina Winter (Hrsg.): NS-„Euthanasie“ vor Gericht. Frankfurt 1996, ISBN 3-593-35442-X, S. 56.
29. ↑  Hanno Loewy, Bettina Winter (Hrsg.): NS-„Euthanasie“ vor Gericht. Frankfurt 1996, ISBN 3-593-35442-X, S. 145–181.
30. ↑  Jürgen Schreiber. . Aktion Sühnezeichen. 2010-01: 17.
31. ↑  Informationsseite zum T4-Mahnmal in Berlin （页面存档备份，存于）, abgerufen am 3. April 2018.
32. ↑  . www.dgppn.de.   [2016-12-19]. （原始内容存档于2016-12-22）.
 （页面存档备份，存于） .   [2018-05-21]. （原始内容存档于2016-12-22）.